# 奥里奥库尔
奥里奥库尔（法語：Oriocourt，法語發音：[ɔʁjɔkuʁ]）是法国摩泽尔省的一个市镇，属于萨尔堡-萨兰堡区。

## 地理
奥里奥库尔（48°51'55"N, 6°24'43"E）面积4.44 平方千米，位于法国大東部大區摩泽尔省，该省份为法国东北部内陆省份，是洛林的一部分，西南接默尔特-摩泽尔省，东临下莱茵省，北与卢森堡和德国接壤。
与奥里奥库尔接壤的市镇（或旧市镇、城区）包括：栋热、索尔努瓦地区弗雷斯内、雅洛库尔、索尔努瓦地区拉纳弗维尔、勒蒙库尔。

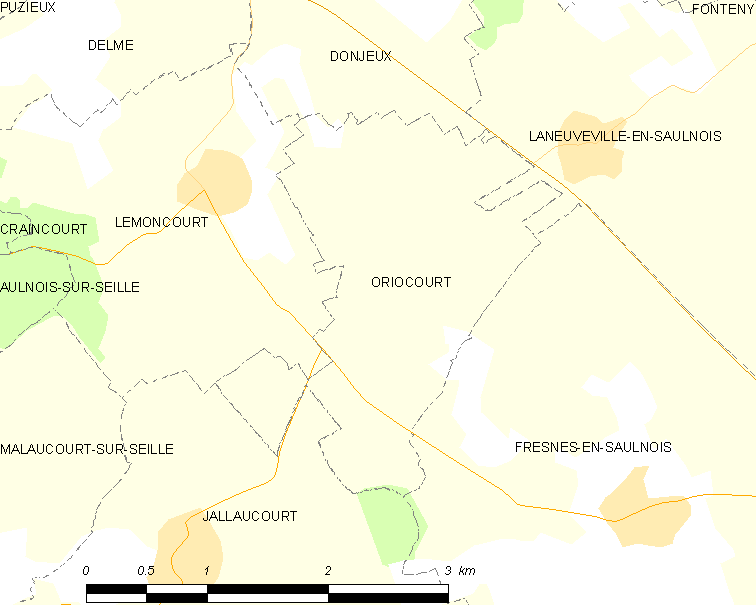
奥里奥库尔的OSM定位图

奥里奥库尔的时区为UTC+01:00、UTC+02:00（夏令时）。

## 行政
奥里奥库尔的邮政编码为57590，INSEE市镇编码为57525。

## 政治
奥里奥库尔所属的省级选区为索努瓦县。

## 人口

1962-2008年间奥里奥库尔人口变化图示

奥里奥库尔于2022年1月1日时的人口数量为56人。